# Hermine Stilke

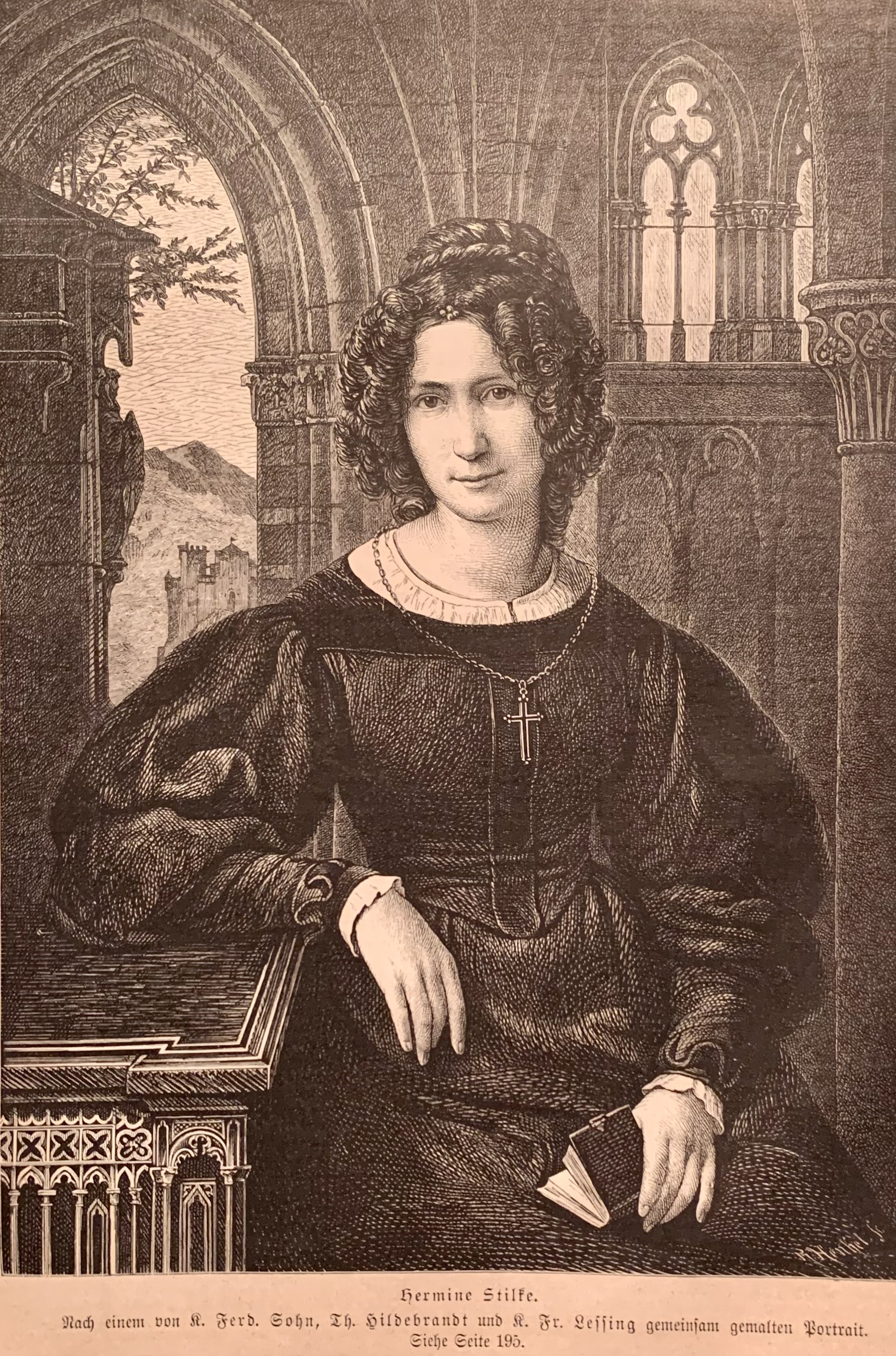
Bildnis der Hermine Stilke, Stich nach einem von Karl Ferdinand Sohn, Theodor Hildebrandt und Carl Friedrich Lessing gemeinsam gemalten Porträt. Das Original befand sich zur Zeit des Abdruckes (1879) im Besitz des Sohnes, Verlagsbuchhändler Georg Stilke in Berlin.

Sophia Hermine Stilke, geborene Sophia Hermine Peipers (* 3. März 1804 in Eupen; † 23. Mai 1869 in Berlin), war eine deutsche Illustratorin und Malerin der Düsseldorfer Schule.

## Leben

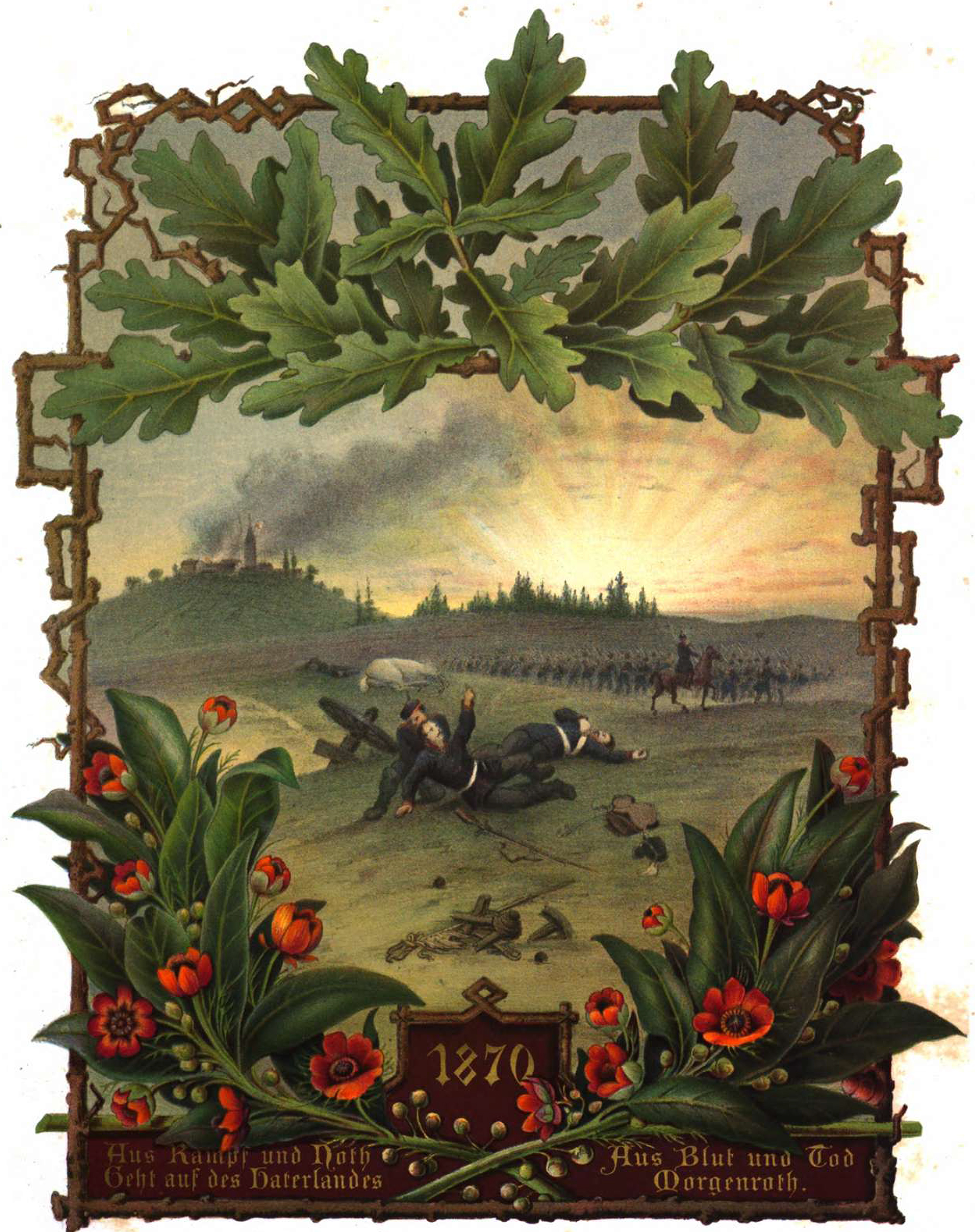
Aus Kampf und Noth (1870), in „Deutsches Künstler-Album“, Düsseldorf 1871, Wolfgang Müller von Königswinter (Hrsg.)

Sophia Hermina war das zweite Kind des Färbers und Messerherstellers Johann Peter Jacob Peipers (1773–1811) und seiner Frau Catharina Gertrudis, geb. Peltzer (1879–1862). Zu den zwei Söhnen und drei Töchtern des Paares, die zwischen 1802 und 1811 geboren wurden, zählte auch der spätere Landschafts- und Vedutenmaler Friedrich Eugen Peipers. Im Umfeld der Kunstakademie Düsseldorf studierte sie Malerei. Nachdem sie anfangs die Historienmalerei probiert hatte, wechselte sie in das Fach der Blumen- und Arabeskenmalerei, wofür sie in den Blättern für literarische Unterhaltung 1837 und durch den Kunsthistoriker Georg Kaspar Nagler 1847 lobend erwähnt wurde. Am 18. Januar 1832 heiratete sie den Historienmaler Hermann Stilke (1803–1860), einen Schüler von Peter von Cornelius. Sohn des Paares war der 1840 geborene, spätere Verleger Georg Stilke. Mit ihrer Familie ging sie 1850 nach Berlin, wo sie eine private Zeichenschule betrieb. Eine ihrer Schülerinnen war Marie Remy. Ernst Förster porträtierte Hermine Stilke mit Bleistift auf Papier in einem Hüftbild. Derselbe lobte ihre Blumen-Arabesken und Randverzierungen 1860 als stilvoll, bedeutend und unübertroffen. 1848, 1856 und 1860 war Stilke auf den Kunstausstellungen der Kunstakademie Berlin sowie 1867 und 1870 auf denen des Vereins der Berliner Künstlerinnen vertreten. Das Tagebuch Stilkes erschien um 1890 in Leipzig.

## Werk
Hermine Stilke schuf neben Aquarellen vor allem Illustrationen, Initialen und sonstige Elemente des druckgrafischen Zierrats. Als Buchschmuck fanden ihre Arbeiten Eingang in zahlreiche Alben, Gedicht-, Spruch- und Liedersammlungen, Reiseberichte und Prachtbände. In der dekorativen Kunst des 19. Jahrhunderts hatten sie einen hohen Stellenwert. In vielen ihrer Werke nutzte Stilke auf der Grundlage der Chromolithografie das neue Medium der Fotografie. Mit Alwine Schroedter, der Frau des Malers Adolph Schroedter, gilt sie als eine der bedeutendsten deutschen Künstlerinnen des 19. Jahrhunderts.

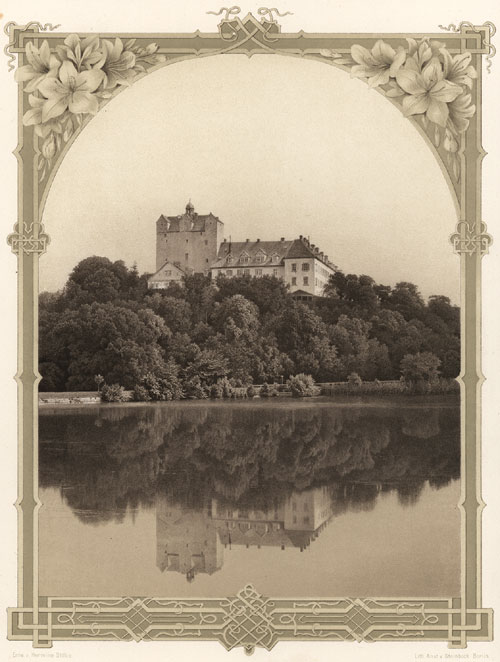
Schloss Ballenstedt, Lithografie

 Folgende Werke zeigen Stilke als Illustratorin bzw. Autorin:
- Athanasius Graf Raczynski: Geschichte der neueren deutschen Kunst. Erster Band: Düsseldorf und das Rheinland, Berlin 1836 (Initialen)[6]
- Franz Grünmeyer: Gebete im Geist der katholischen Kirche, Düsseldorf 1842 (83 in Gold-, Silber- und Farbdruck reproduzierte Illustrationen, zusammen mit Caspar Scheuren, Digitalisat)
- Deutsche Dichtungen mit Randzeichnungen deutscher Künstler, Verlagshandlung Julius Buddeus, Düsseldorf 1843 (Band 1, S. 21: Illustration zum Wanderlied von Joseph von Eichendorff, Digitalisat)
- Hermine Stilke: Das Jahr in Blüthen und Blättern mit Gedichten von Emanuel Geibel und Gustav von Putlitz, Berlin 1864 (zwölf Bilder in Farbdruck)[7]
- Hermine Stilke: Eine Reise in Bildern, Arnold’sche Buchhandlung, Leipzig 1866 (mehrere chromolithografierte Illustrationen, darunter Ballenstedt/Harz, Schloss Stolzenfels, Heidelberg, Prag, Salzburg, Interlaken, Venedig, Florenz, Neapel)[8]
- Hermine Stilke: Die christlichen Feste mit poetischen Texten von Karl Gerok, Eduard Kauffer, Friedrich Rückert und Philipp Spitta, Arnold’sche Buchhandlung, Leipzig 1866 (sieben Chromolithografien)
- Hermine Stilke: Hauslaub. Lieder und Bilder fürs Haus, Arnold’sche Buchhandlung, Leipzig 1867 (zehn chromolithografische Tafeln sowie Zeichnungen)[9]
- Hermine Stilke: Blumen der Liebe, Arnold’sche Buchhandlung, Leipzig 1868 (zehn Lithografien/Aquarell-Illustrationen zu lyrischen Dichtungen)
- Hermine Stilke: Immortellen aus einer Kaisergruft. Dichtungen des hochseligen Kaisers Maximilian v. Mexiko, Leipzig 1868 (sieben Chromolithografien)
- Hermine Stilke: Stilke-Album, Leipzig 1869 (35 Chromolithografien)
- Hermine Stilke: Im Frühling. Lenzlieder von verschiedenen Dichtern in Orig.-Compositionen f. Sopran v. Abt, Hiller, Jensen, Küken, Reinecke, Taubert, Trottmann, Arnold’sche Buchhandlung, Leipzig 1869 (neun chromatolithografische Illustrationen)[10]
- Hermine Stilke: Tagebuch (Titel und zwölf Monatstitel als Chromolithografien), Leipzig um 1890